# Burn (marque)
Pour les articles homonymes, voir Burn.
 (septembre 2024).
Si vous disposez d'ouvrages ou d'articles de référence ou si vous connaissez des sites web de qualité traitant du thème abordé ici, merci de compléter l'article en donnant les références utiles à sa vérifiabilité et en les liant à la section « Notes et références ».
Burn est une marque commerciale exploitée pour une boisson à forte teneur en caféine avec 32 mg pour 100 ml et très riche en sucres (plus de 11 grammes pour 100 ml). Elle est commercialisée par The Coca-Cola Company pour s'implanter dans le secteur des boissons dites « énergisantes » qui connait une croissance importante ces dernières années par rapport au marché habituel de Coca-Cola, une autre marque de soda de cette société. Cette croissance du marché étant notamment dû au succès de la firme Red Bull.
En plus de cette marque, The Coca-Cola Company en a commercialisé d'autres : « Lift plus », « Powerade » (marque très présente aux États-Unis), « Play », « Coca-Cola BlāK », « Full Throttle ».

## Histoire

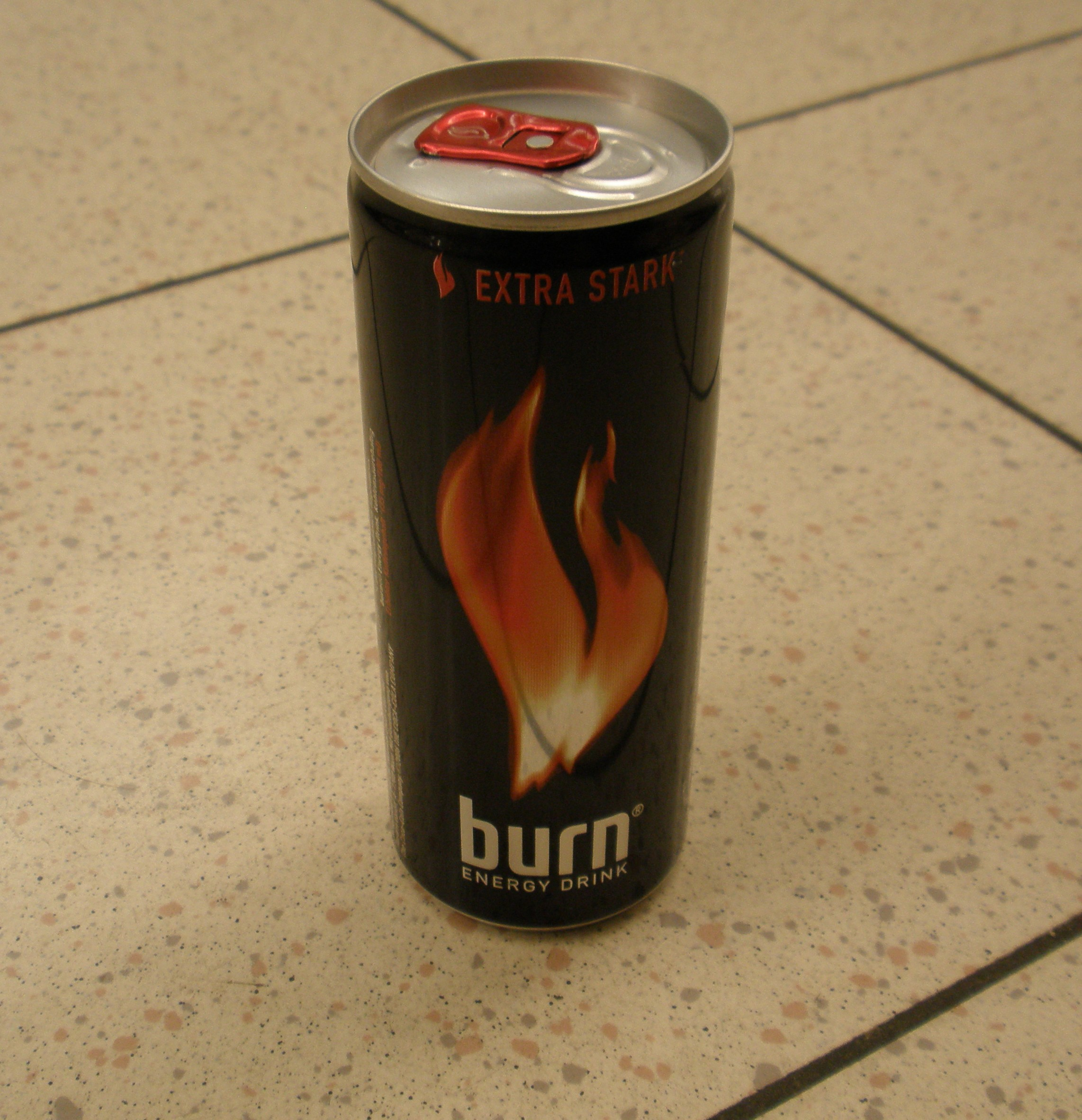
En Suède, une canette de 250 ml de boisson de marque Burn.

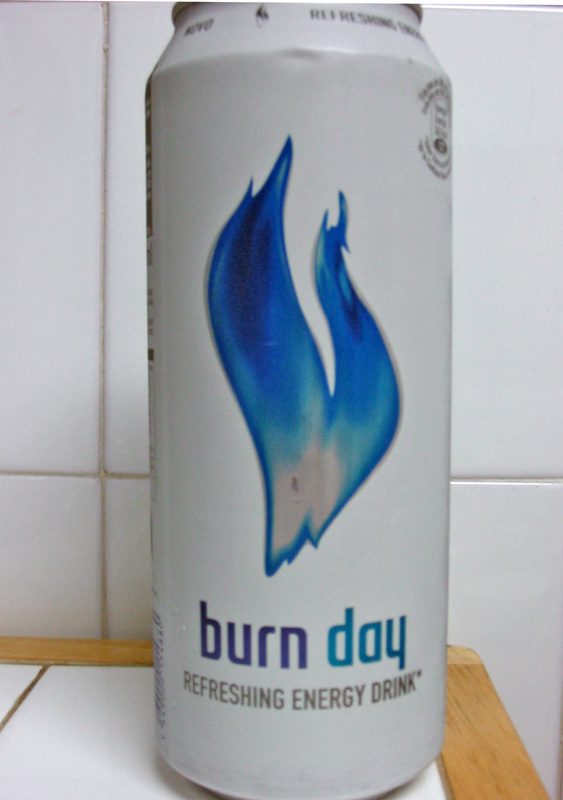
Canette de boisson de marque Burn Day.

The Coca-Cola Company décide de relancer la marque « Burn » en Europe en 2005[Quand ?] après avoir pu mesurer le succès de cette marque en Espagne où sa part de marché grimpe d'environ 30 % en 3 ans, contre environ 50 % pour la marque « Red Bull ». En Ukraine et Turquie, « Burn » devient chef de file du marché. La formule sera revue à la hausse, les investissements en marketing également, comme en témoigne le partenariat avec l'écurie de course automobile « Lotus F1 Team » pour la saison 2013 de Formule 1.
La boisson Burn est retirée du marché français à la suite du lancement par Coca-Cola de Coca Energy.

## Présence
En 2014, la marque est présente dans les pays suivants : Autriche, Belgique, Bosnie-Herzégovine, Brésil, Croatie, Danemark, Espagne, Hongrie, Indonésie, Japon, Lettonie, Lituanie, Maroc, Mexique, Norvège, Pologne, République tchèque, Roumanie, Serbie, Slovénie, Suède, Suisse, et Turquie.

## Composition et faculté nutritionnelle
Composition :
- Acidifiants : acide citrique, citrate de sodium
- Antioxydants : acide ascorbique
- Arginine
- Arôme (théobromine)
- Vitamines B2, B5, B6, B12
- Caféine
- Eau gazéifiée
- Colorants : anthocyane (E163), caramel (E150d)
- Ginseng
- Glucuronolactone
- Extrait de guarana
- Maltodextrine
- Conservateur : sorbate de potassium (E202)
- Sucre
- Taurine (0,4 %)
- Eau

Faculté nutritionnelle (pour 100 ml ou 100 gr) : 
- valeur énergétique 242,2 kJ (57,1 kcal) ;
- protéines 0,4 gr ;
- glucides 13,3 gr ;
- sodium 0,02 gr